# Paul Erdős
Paul Erdős, nacido Pál Erdős (IPA: ˈɛrdøːʃ; Budapest, 26 de marzo de 1913-Varsovia, 20 de septiembre de 1996), fue un matemático húngaro prolífico y famoso por sus excentricidades. Con muchos colaboradores, trabajó en problemas sobre combinatoria, teoría de grafos, teoría de números, análisis clásico, teoría de aproximación, teoría de conjuntos y probabilidad.
Su vida fue recreada en la película N es un número: El retrato de Paul Erdős, rodada en vida del matemático, y documentada en el libro El hombre que solo amaba a los números (1998).
Falleció a consecuencia de un ataque al corazón el 20 de septiembre de 1996, a la edad de 83 años, mientras asistía a una conferencia en Varsovia (Polonia).

## Biografía

### Infancia
Paul Erdős nació en Budapest, hoy Hungría y entonces parte del Imperio austrohúngaro, el 26 de marzo de 1913, en el seno de una familia de origen judío (el nombre original de la familia era Engländer). Sus padres, Anna y Lajos Erdős, tuvieron dos hijas, de edades comprendidas entre tres y cinco años, que murieron de fiebre escarlata apenas unos días antes del nacimiento de Paul. Las desgracias familiares habidas tuvieron el efecto de que Lajos y Anna fuesen extremadamente protectores con Paul. A la edad de 3 años ya sabía sumar y para los 4 ya podía calcular cuántos segundos había vivido una persona. Al pequeño Paul le apasionaban las matemáticas tanto como a sus padres, ambos matemáticos y profesores de matemáticas.
Paul tenía poco más de un año de edad cuando estalló la Primera Guerra Mundial. Lajos, su padre, fue capturado por el ejército ruso cuando atacaron a las tropas austrohúngaras. Pasó seis años en cautiverio en Siberia. Mientras Lajos estuvo alejado de la familia, la madre de Paul, Anna, trabajaba como docente durante el día. Anna, excesivamente protectora después de la pérdida de sus dos hijas, mantuvo a Paul alejado de la escuela gran parte de sus primeros años y se le proporcionó un tutor para enseñarle en su casa.
Terminada la Primera Gran Guerra, Miklós Horthy, nacionalista de derecha, asumió el control del país. Su madre fue separada de su puesto de directora de escuela temiendo por su vida y la de su hijo, ya que los hombres de Horthy deambulaban por las calles matando a comunistas y judíos. En 1920 Horthy había introducido contra los judíos leyes similares a las que Hitler introduciría en Alemania trece años más tarde. Ese mismo año, Lajos, su padre, regresó a casa después de su cautiverio en Siberia.

## Juventud y exilio
En la época de entreguerras, a medida que Erdős crecía, la hostilidad era cada vez mayor contra los judíos. Erdős sabía desde temprana edad que un día tendría que salir de Hungría. Cuando tenía sólo seis años de edad, ante el aumento del antisemitismo, sugirió realizar una conversión. "Puede hacer lo que quiera", dijo el muchacho, "pero voy a seguir siendo como yo nací.".
A pesar de las restricciones a los judíos de entrar en las universidades de Hungría, a Erdös, como ganador de un examen nacional, se le permitió ingresar en 1930. Estudió para su doctorado en la Universidad Pázmány Péter de Budapest.
Obtuvo su doctorado en 1934, a la edad de 21 años, y dejó Hungría para radicarse en Mánchester, Inglaterra, debido al recrudecimiento del fascismo en su país de origen. Durante su estadía en Inglaterra, Erdős viajó mucho por el Reino Unido. Se reunió con Hardy en Cambridge en 1934, y con Stanisław Ulam, también en Cambridge, en 1935. Su amistad con Ulam fue importante para presentar a Erdős más tarde, cuando se encontraba en los Estados Unidos.
La situación en Hungría a finales de la década de 1930 claramente hizo imposible que alguien de orígenes judíos regresase. Sin embargo visitó Budapest tres veces al año durante su estadía en Mánchester. En marzo de 1938 Hitler se hizo con el control de Austria a través del Anschluss y Erdös tuvo que cancelar su intención de visitar Budapest durante la primavera. Realizó la visita durante las vacaciones de verano, pero la crisis checa del 3 de septiembre de 1938 le hizo decidir regresar apresuradamente a Inglaterra. Pocas semanas después Erdős viajaría a los EE. UU., donde ocupó una beca en Universidad de Princeton.

## Su vida en los Estados Unidos y el macarthi
En 1938 se trasladó a los Estados Unidos, donde pasaría los siguientes diez años. Entonces, como recordó una vez, «mis problemas se iniciaron con Joe y Sam». Ese mismo año aceptó su primer puesto en la Universidad de Princeton. Por esa época, comenzó a desarrollar el hábito de viajar de un campus a otro, visitando a matemáticos, costumbre que conservaría hasta su muerte.
A pesar de que quería ver a su madre de nuevo, —su padre había muerto de un ataque al corazón y gran parte de su familia había sido asesinada en el Holocausto— no quería regresar a Hungría a causa de "Joe" (Iósif Stalin, en inglés Joseph). En 1954, sin embargo, se le invitó a una conferencia de matemáticas en Ámsterdam. Como extranjero, tendría que solicitar un visado de regreso a los Estados Unidos, por lo general una cuestión de rutina. Pero su extensa correspondencia con matemáticos fuera de los Estados Unidos y, en especial, con un matemático de la China comunista, planteó la sospecha de los funcionarios de inmigración durante la época del Macarthismo. Fue miembro del departamento de matemáticas de la Universidad de Notre Dame.
«Los funcionarios de inmigración me realizaron todo tipo de preguntas tontas», recordó Erdős. Le preguntaron acerca de Marx. Él sólo había leído el Manifiesto Comunista y respondió: «Yo no soy competente para juzgar, pero sin duda fue un gran hombre». Como consecuencia se le negó su visado. Obligado a elegir entre la seguridad de sus miembros, la Universidad de Notre Dame y la libertad de viajar, no dudó. Asistió a la conferencia y pasó la mayor parte de la siguiente década en el Estado de Israel. Sus solicitudes de una visa de visitante para asistir a conferencias en los Estados Unidos fueron rechazadas reiteradamente. En 1958 el Departamento de Estado le otorgó un «visado especial» para asistir a una conferencia en Colorado. Durante su estancia, un funcionario de inmigración le acompañó a todos lados. En 1962 escribió a sus amigos que, al parecer «la política exterior de EE. UU. consiste en dos puntos: la no admisión de China Roja a la ONU y la no admisión de Paul Erdős a los EE. UU.».
Las posesiones materiales no tuvieron importancia para Erdős; premios y otras ganancias eran normalmente donadas a personas necesitadas o como premios por la solución de problemas que él mismo proponía. Pasó la mayor parte de su vida como un vagabundo, viajando entre conferencias científicas y casas de colegas matemáticos alrededor del mundo. Típicamente, llegaba a la puerta de la casa donde era invitado y decía: «mi cerebro está abierto», permaneciendo lo suficiente como para elaborar algunos artículos antes de volver a viajar. En varias ocasiones, preguntaba a su anfitrión a quién debería hacer su siguiente visita. Su estilo de trabajar ha sido humorísticamente comparado con una lista enlazada.
Como su colega Alfréd Rényi decía: «un matemático es una máquina que convierte café en teoremas», y Erdős tomaba grandes cantidades. (Esta cita es continuamente atribuida a Erdős, pero parece ser que en realidad el primero en usarla fue Rényi.)
También tenía su propio vocabulario: hablaba de El Libro, un libro imaginario en el cual Dios tenía escritas las pruebas más hermosas de los teoremas matemáticos. En una conferencia de 1985 comentó: «No tienes que creer en Dios, pero deberías creer en El Libro». Él mismo dudaba de la existencia de Dios, al que llamaba el «Supremo Fascista», y al que acusaba de guardar las pruebas más elegantes sin compartir. Cuando encontraba alguna prueba matemática particularmente hermosa, exclamaba «¡Ésta es una para El Libro!».
Otros elementos de su particular vocabulario eran: «épsilones» para referirse a los niños; las mujeres eran «jefes» y los hombres eran «esclavos»; las personas que habían dejado de trabajar en matemáticas, estaban «muertos» y los que habían muerto «se habían ido»; las bebidas alcohólicas, «veneno»; la música, «ruido»; cuando daba una clase, «predicaba». Para su epitafio sugirió algo así como «Finalmente dejé de volverme tonto» (en húngaro: «Végre nem butulok tovább»).
Murió «en acción» de un ataque al corazón el 20 de septiembre de 1996, a la edad de 83 años, mientras asistía a una conferencia en Varsovia (Polonia). Nunca se casó ni dejó descendencia.

## Trabajo profesional

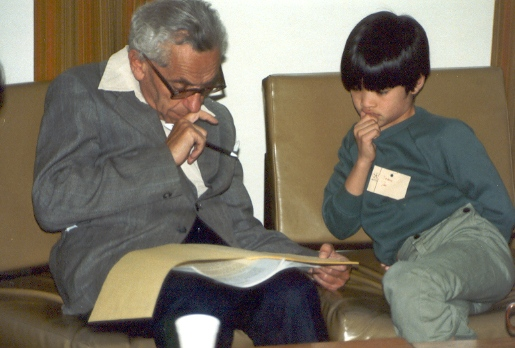
Paul Erdős enseñando a Terence Tao en 1985, en la Universidad de Adelaida. En ese momento, Terence tenía 10 años. Años más tarde, Terence se convertiría en uno de los matemáticos más grandes del mundo. Terence Tao recibió la Medalla Fields en 2006 y fue elegido miembro de la Royal Society en 2007.

Erdős fue uno de los publicadores de artículos matemáticos más prolíficos de todos los tiempos, únicamente superado por Leonhard Euler (Erdős publicó más artículos, pero Euler publicó más páginas). Escribió aproximadamente 1500 artículos en el transcurso de su vida, colaborando con alrededor de 500 coautores. Él creía firmemente en las matemáticas como una actividad social.
Dentro de sus aportaciones, destacan contribuciones a la teoría de Ramsey y la aplicación del método probabilista.

## Número de Erdős
Debido a sus numerosos aportes, colaboradores y amigos inventaron el número de Erdős como un homenaje con tintes de humor matemático:
Erdős tiene asignado el número 0, todos aquellos que colaboraron en algún artículo con él tienen el 1, alguien que haya colaborado con alguno de sus colaboradores tiene el 2, y así sucesivamente.... Sencillas estimaciones comprueban que el 90 % de los matemáticos activos tienen un número de Erdős menor que 8 (parece sorprendente si uno no conoce la teoría de Seis grados de separación).